# Klimagerechtigkeit

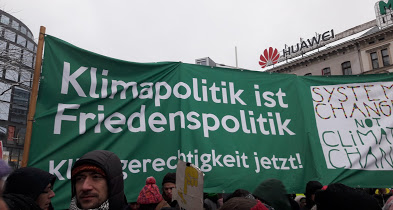
Slogan „Klimapolitik ist Friedenspolitik – Klimagerechtigkeit jetzt!“

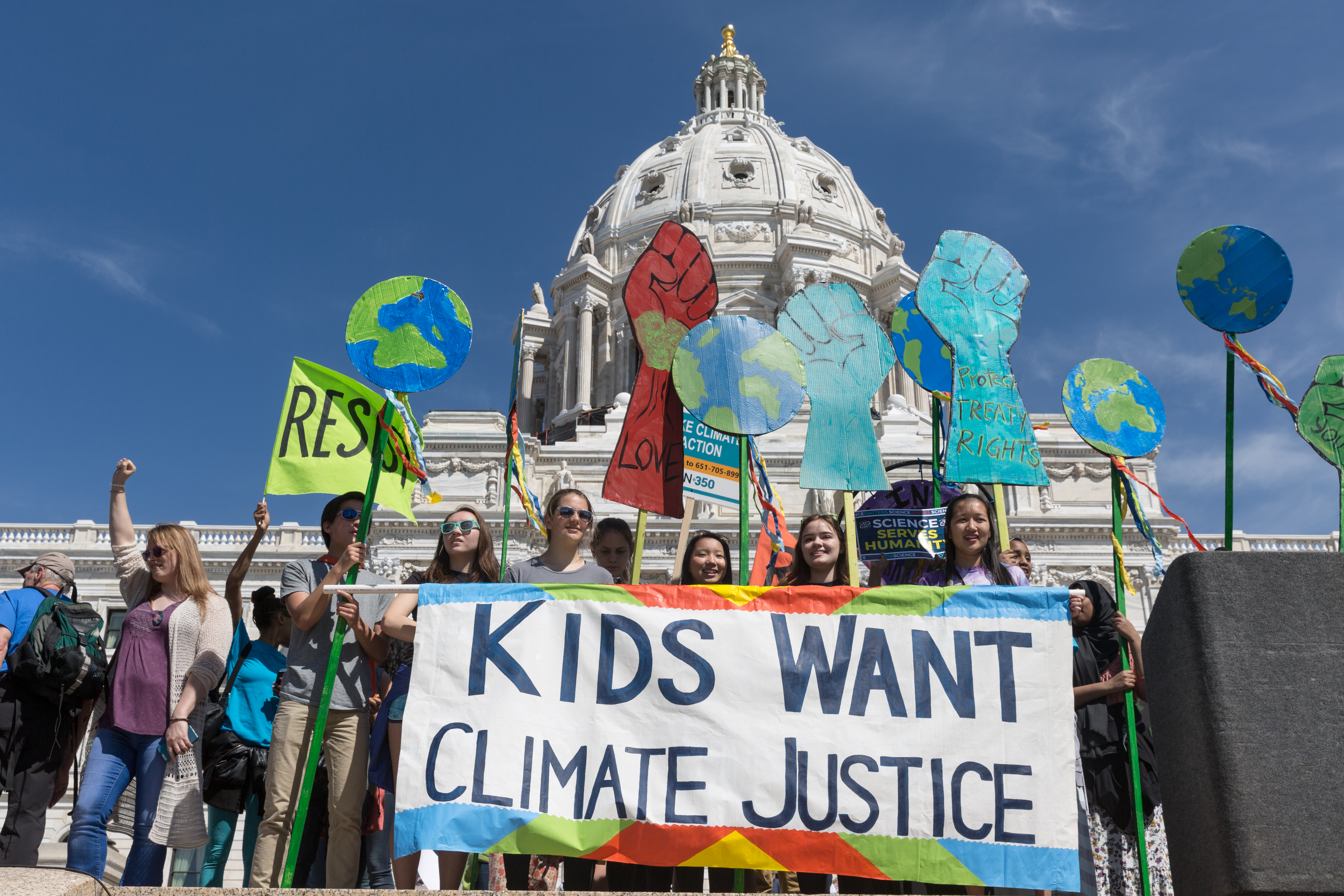
Slogan „Kids want climate justice“ („Kinder wollen Klimagerechtigkeit“)

Klimagerechtigkeit, englisch Climate Justice, ist ein normatives Konzept und Teil der Umweltgerechtigkeit, das den gegenwärtigen menschengemachten Klimawandel als ein ethisches und politisches Problem betrachtet, anstatt lediglich als eine Umwelt- und technische Herausforderung. Klimagerechtigkeit hat mehrere Dimensionen, sie kann global, zwischen Generationen und innerhalb von Gesellschaften betrachtet werden.
Globale Klimagerechtigkeit soll dafür sorgen, dass die heute ungleiche Verteilung der Folgen der globalen Erwärmung unter Berücksichtigung des Verursacherprinzips ausgeglichen wird, da jene Bevölkerungsgruppen (mehrheitlich im globalen Süden), die am wenigsten zum Klimawandel beitragen, oftmals am stärksten und ungeschütztesten unter seinen Folgen zu leiden haben. Ziel dieses Ansatzes ist es unter anderem, den zur globalen Erwärmung führenden Ausstoß von Treibhausgasen nicht nur unter Berücksichtigung historischer Emissionen auf alle Menschen weltweit anteilig aufzuteilen, sondern die Auswirkungen des Klimawandels mit Konzepten der Gerechtigkeit in Verbindung zu bringen, insbesondere mit sozialer Gerechtigkeit, indem Themen wie Gleichheit, Menschenrechte und kollektive Rechte für den Klimawandel untersucht werden.
Auf innergesellschaftlicher Ebene spielt die unterschiedliche Lebenswirklichkeit von Menschen eine Rolle, die es zu berücksichtigen gilt. Beispiele sind hier das Vorhandensein von klimafreundlichen Alternativen oder die unterschiedlichen finanziellen Auswirkung von umfangreichen CO2-Bepreisungen auf unterschiedliche Bevölkerungsschichten, welche bspw. durch einen CO2-Preis mit Klimaprämie ausgeglichen werden können. Der Deutsche Ethikrat veröffentlichte 2024 eine Stellungnahme zur Klimagerechtigkeit.
Die Klimagerechtigkeitsbewegung betrachtet den Klimawandel dabei als Folge sozialer Ungleichheit und eines globalen Wirtschaftssystems, das dauerndes Wachstum als unabdingbar ansieht. Ein besonderer Fokus wird dabei auf das Konzept der MAPA (Most Affected People and Areas) gelegt, denn es wird angenommen, dass auf globaler Ebene bestimmte Gruppen wie Frauen, BIPOC, junge, ältere und ärmere Menschen überproportional vom Klimawandel betroffenen sind.
Insbesondere durch den Aufstieg von Graswurzelbewegungen wie Fridays for Future, Ende Gelände oder Extinction Rebellion gewann die Verbindung dieser Gruppen im Rahmen der Klimagerechtigkeit an Bedeutung. Darüber hinaus wird argumentiert, dass eine unzureichende Berücksichtigung der sozialen Auswirkungen der Strukturwandel zu tiefgreifenden wirtschaftlichen und sozialen Spannungen führen und die notwendigen Veränderungen verzögern könnte, während Wege, die die Treibhausgasemissionen auf sozial gerechte Weise reduzieren – ein so genannter 'gerechter Übergang' – möglich und vorzuziehen sind, besser mit gegenwärtigen Menschenrechten übereinstimmen, fairer und ethischer und möglicherweise effektiver sind.

## Hintergrund
Hinter dem Begriff Klimagerechtigkeit verbirgt sich zum Teil die Idee der Kontraktion und Konvergenz, die nach verschiedenen Vorarbeiten 1995 vom Global Commons Institute entwickelt wurde. Im deutschsprachigen Raum wurde Klimagerechtigkeit einer breiteren Öffentlichkeit erst 2007 über den verwandten Begriff der „Kohlenstoffgerechtigkeit“ bekannt, als die deutsche Bundeskanzlerin Angela Merkel ihn zum potenziellen Grundpfeiler einer zukünftigen, weltweiten Klimaschutzpolitik erklärte. Sie griff damit auch eine Forderung der Friedensnobelpreisträgerin Wangari Maathai nach einem gerechten Ausgleich zwischen reichen und armen Ländern auf. Weite Teile Afrikas etwa tragen nur wenig zum Ausstoß an Treibhausgasen pro Kopf bei.
Die Heinrich-Böll-Stiftung hat mit dem Konzept der Greenhouse Development Rights einen der Klimagerechtigkeit verwandten Ansatz vorgelegt.
Unter der Annahme einer globalen Obergrenze von CO2-Emissionen (siehe CO2-Budget) könnte eine gerechte Verteilungslösung darin bestehen, die Emissionsrechte zu gleichen Teilen auf jeden einzelnen Menschen der Erde bzw. nach der jeweiligen Einwohnerzahl auf die einzelnen Staaten zu verteilen. Andere Ansätze gehen davon aus, dass weniger wohlhabenden Menschen ein größerer Anteil an Emissionsrechten zugestanden werden sollte, da sie durch den Klimawandel stärker beeinträchtigt werden. Es wird auch empfohlen, dass ein Mindeststandard an Wohlstand gewährleistet sein sollte. Allerdings ist umstritten, ob die bestehende Wohlstandsverteilung überhaupt bei der Verteilung von CO2-Emissionsrechten berücksichtigt werden sollte. Im Einzelnen umstritten ist außerdem, wie sehr die historischen Emissionen der Industrieländer bei dieser Rechnung berücksichtigt werden müssen und sollen. Eine klimagerechte Emissionspolitik würde es vielen Entwicklungsländern (theoretisch) erlauben, ihren Treibhausgas-Ausstoß zum Teil erheblich zu steigern. Für die Hauptverursacher des Klimawandels, die industrialisierten Nationen, würde dies hingegen einer Reduktion um bis zu 95 Prozent gleichkommen.
Ein solcher Ansatz wurde auf dem Symposium Global Sustainability – A Nobel Cause vom 8. bis 10. Oktober 2007 in Potsdam erörtert. In dem dort erarbeiteten Potsdam Memorandum wird eine Entwicklung hin zu gleichen Pro-Kopf-Emissionsrechten gefordert, kombiniert mit einer gleichzeitigen Senkung des Gesamtausstoßes an Treibhausgasen. „Carbon justice“ ist dem Memorandum zufolge eines von acht Schlüsselelementen, um das Weltklima zu stabilisieren.
Auch Umweltethiker wie Felix Ekardt und Klimaphilosophen wie Darrel Moellendorf befassen sich mit Klimagerechtigkeit. Einige vertreten eine Pro-Kopf-Rückverteilung der Einnahmen (Ökobonus bzw. Klimadividende, engl. auch lump-sum-bonus-payments, Green Check oder Fee and dividend) aus Emissions-Zertifikaten, Ökosteuern oder einer Carbon tax, so wie dies bei den Lenkungsabgaben in der Schweiz in kleinem Maßstab bereits umgesetzt wird.
Obwohl das Konzept der Klimagerechtigkeit seit Jahrzehnten in politischen und akademischen Kreisen diskutiert wird, ist es in der Öffentlichkeit noch wenig bekannt: Eine Studie aus dem Jahr 2024 ergab, dass zwei Drittel der Befragten aus 11 Ländern noch nie von Klimagerechtigkeit gehört hatten, obwohl die zugrunde liegenden Gerechtigkeitsüberzeugungen weit verbreitet sind. Das Vorhandensein dieser Gerechtigkeitsüberzeugungen war positiv korreliert mit Engagement für Klimaschutz und der Unterstützung für Push-Instrumente der Klimapolitik (Verbote, Abgaben).

## Internationale Klimapolitik
Die 1992 verabschiedete Klimarahmenkonvention der Vereinten Nationen nennt als ersten Grundsatz, der für den Weg hin zum Ziel einer Stabilisierung der Treibhausgasemissionen auf ungefährlichem Niveau gelten soll:

„Die Vertragsparteien sollen auf der Grundlage der Gerechtigkeit und entsprechend ihren gemeinsamen, aber unterschiedlichen Verantwortlichkeiten und ihren jeweiligen Fähigkeiten das Klimasystem zum Wohl heutiger und künftiger Generationen schützen.“

Dementsprechend verpflichteten sich die entwickelten Länder zur Verwirklichung dieses Ziels „gerechte und angemessene Beiträge“ zu leisten. Im Hinblick auf Finanzierungsmechanismen schrieben die Vertragsstaaten einen Grundsatz prozessualer Gerechtigkeit fest, nämlich, dass die Mechanismen „auf der Grundlage einer gerechten und ausgewogenen Vertretung aller Vertragsparteien mit einer transparenten Leitungsstruktur errichtet“ werden sollten.
Das Übereinkommen von Paris bezieht in seiner Präambel erstmals ausdrücklich den Begriff „Klimagerechtigkeit“ in seine Betrachtung mit ein. Im Kern geht es um eine gerechte Aufteilung der Lasten von Emissionsminderungen und Folgen der globalen Erwärmung, also um Fragen distributiver und korrektiver Gerechtigkeit. Die Vertragsstaaten erkennen an, wie wichtig die Bewältigung von Verlusten und Schäden ist, eine konkrete Vereinbarung korrektiver Maßnahmen ist jedoch nicht im Übereinkommen enthalten. Im Hinblick auf die Finanzierung von Klimaschutz und -anpassung in Entwicklungsländern bekräftigen die entwickelten Länder, dass sie dazu finanzielle Mittel bereitstellen wollen.
Vor der UN-Klimakonferenz in Warschau wiederholte Angela Merkel am 6. Mai 2013 beim vierten Petersberger Klimadialog in Berlin ihren Appell an eine gerechte Vertragslösung in der Klimapolitik:

„Ich komme noch einmal auf die Gerechtigkeitsfrage zurück. Wir wissen, es geht um das Zwei-Grad-Ziel. Wir wissen irgendwann auch, wie viele CO2-Emissionen das auf ein bestimmtes Jahr bezogen bedeutet. Wir wissen im Grunde, dass langfristig, wenn wir uns die Weltbevölkerung anschauen, jeder Einwohner dieser Erde etwa zwei Tonnen CO2 emittieren dürfte.“

Eine verbündete Nation sei dabei Indien. Indien habe eine solche partizipative Politik als einen gerechten Ansatz akzeptiert. Allerdings, räumte Merkel ein, treffe der Vorschlag weder in Europa noch in den USA oder China auf große Zustimmung, die alle schon mehr als zwei Tonnen Kohlendioxid-Emissionen pro Kopf aufweisen.

„Und das bedeutet im Grunde, man müsste jetzt schon mit dem Reduzieren beginnen. Wir Industrieländer akzeptieren das. Aber ein Land wie China sagt: Seht euch einmal bitte an, wie viele Jahrzehnte ihr eure CO2-Emissionen erhöht habt; da können wir bei unserem wirtschaftlichen Niveau doch nicht schon jetzt anfangen zu reduzieren. – Sie sehen also, vor welch großer Aufgabe wir stehen.“

In ihrer Grundsatzrede vor etwa 35 Ministern aus Staaten, die zusammengenommen für 80 Prozent der Treibhausgase verantwortlich sind, forderte Angela Merkel außerdem einen Technologietransfer an die Länder, die nicht schon an den Vorteilen der Industrialisierung partizipieren konnten:

„Wir haben also Technologieentwicklung zu betreiben, damit für diese Länder der Zuwachs an Wohlstand, die Bekämpfung des Klimawandels und soziale Belange keine Gegensätze sind.“

## Verursachung des menschengemachten Klimawandels
Der Beitrag zum und gegen den anthropogenen Klimawandel ist je nach Individuum und verschiedenen Gruppen sehr unterschiedlich. Studien haben ergeben, dass die wohlhabendsten Bürger der Welt für die meisten Umweltauswirkungen verantwortlich sind und – in Bezug auf den gegenwärtigen Einfluss – für die Aussichten auf eine Entwicklung hin zu sichereren Umweltbedingungen notwendig und kritisch sein könnten. Die reichsten 1 % haben seit etwa einem Vierteljahrhundert doppelt so viel CO2 emittiert wie die finanziell unteren 50 %.
Während bestimmte Unternehmen – z. B. Unternehmen, die fossile Brennstoffe fördern – oft für den anthropogenen Klimawandel verantwortlich gemacht werden, sind ihr Einfluss und ihre negativen Auswirkungen auf die Umwelt hauptsächlich darauf zurückzuführen, dass Verbraucher ihre Produkte kaufen (z. B. Autos und fleischlastige Ernährung), dass sozioökonomische Strukturen Macht und Reichtum entsprechend an diese verteilen, dass es an privaten Investitionen in nachhaltige Entwicklung mangelt, dass es an Alternativen fehlt (z. B. öffentliche Verkehrsinfrastruktur und fortschrittliche nachhaltige Energienetze) und dass es an politischen Maßnahmen mangelt, die ihren Verbrauch, ihre Produktion oder ihre schädlichen Auswirkungen verringern oder Entwicklung verändern (z. B. angemessene Ermöglichung/Erleichterung/Anreize für adäquate Forschung darüber, wie dies effizient erreicht werden könnte), die alle direkt oder indirekt durch Entscheidungen, die die politischen Entscheidungsträger treffen könnten, moduliert, gefördert oder gelöst werden könnten. Viele politische Maßnahmen (und private Bemühungen, wie z. B. freiwillige Maßnahmen von Milliardären oder Vermögensverwaltern) haben zwar möglicherweise oft gut gemeinte positive Umwelteffekte, können aber auf Greenwashing hinauslaufen (oder dies als Zweck haben) und verfehlen nicht nur Klimaziele, sondern auch die Umsetzung notwendiger Schritte hin zu einer wirksameren Politik, nicht nur, weil Politik oft auf Kompromissen basiert.

### Generationengerechtigkeit
Eine Studie schätzt, dass Kinder, die im Jahr 2020 geboren werden (z. B. die „Generation Alpha“), im Vergleich zu Menschen, die 1960 geboren wurden, unter den derzeitigen klimapolitischen Zusagen im Laufe ihres Lebens 2 bis 7 Mal so viele extreme Hitzewellen erleben werden, was neben anderen Prognosen Fragen der Generationengerechtigkeit aufwirft, da es vorherige Generationen und bestimmte Gruppen und Einzelpersonen waren, die – oft wissentlich und obwohl sie eine Wahl hatten – hauptsächlich für die Lasten des Klimawandels verantwortlich waren.

## Indigene Völker und Klimagerechtigkeit
Indigene Völker tragen weltweit durch die von ihnen betriebenen Formen traditioneller Landwirtschaft dazu bei, Treibhausgase zu binden. Frauen spielen dabei eine besonders aktive Rolle. Historisch wurden die dazu notwendigen Ressourcen immer wieder ihrer Kontrolle entzogen. Teils erfolgte dies im Rahmen von Kolonialisierung, später und aktuell meist durch Privatisierung und Übernahme durch Großunternehmen. Entwaldungen, ebenso wie der umweltschädliche Abbau von Rohstoffvorkommen und der Anbau von Monokulturen stellen weiterhin eine Bedrohung der natürlichen Lebensgrundlagen vieler indigener Völker dar. Der Klimawandel kommt als zusätzliche Gefährdung hinzu. Unregelmäßige Regenfälle, Dürreperioden und andere Folgen der globalen Erwärmung stellen eine wachsende Herausforderung für viele indigene Völker dar. Indigenen Völkern die rechtliche Kontrolle über ihre angestammten Gebiete zurückzugeben oder zu sichern, ermöglicht ihnen das Fortführen nachhaltiger Landwirtschaftsformen. Dies erhöht gleichzeitig ihre ökonomische Sicherheit und ihre Fähigkeit, den Risiken der Klimaveränderung etwas entgegenzusetzen, während es umgekehrt dazu beiträgt Ursachen der globalen Erwärmung zu bekämpfen.

## Rezeption der Klimagerechtigkeit
Um auf die möglichen Folgen der Klimaveränderungen aufmerksam zu machen, wurden Dokumentarfilme wie der 2015 erschienene ThuleTuvalu gedreht. Ziel des Films, der die Auswirkungen der Erderwärmung auf die Bevölkerung besonders betroffener Gebiete um Thule in Nordgrönland sowie der Inselgruppe Tuvalu beschreibt, ist es, deutlich zu zeigen, welche Folgen eine Erderwärmung um 2 °Celsius mit sich bringen würde. Ein weiterer Dokumentarfilm – Thank You For The Rain – aus dem Jahr 2017 begleitet den Bauern Kisilu aus Kenia, wie er das Leben seiner Familie, seines Dorfes und die Folgen des Klimawandels dokumentiert. Nach einem verheerenden Sturm, worin er mit einem norwegischen Filmemacher zusammenkommt, wird er schließlich zum Aktivisten – beginnend in seinem Dorf bis schließlich zur internationalen Ebene.
Neuere wissenschaftlichen Arbeiten empfehlen die Einbindung von Klimagerechtigkeit in Optimierungsmodelle zur Politikgestaltung. Eine 2023 erschienene Studie legt nahe, dass die Herstellung von Klimagerechtigkeit zwischen den Ländern der Erde Zahlungen mit einem Finanzvolumen von 192 Billionen US-Dollar bedürfe. Die bis dahin und nur unvollständig beglichenen Ausgleichszahlungen internationaler Vereinbarungen betragen etwa 100 Milliarden US-Dollar (Stand: 2023). Befürworter stellen dem unter anderem die erwartbaren Klimafolgekosten gegenüber.
Aktivisten der Klimakollapsbewegung, einer nicht mehr von einem Erfolg der sozialökologischen Transformation ausgehenden Strömung der Klimaschutzbewegung, verwenden in Anlehnung an Klimagerechtigkeit (Climate Justice) den Begriff des „Just Collapse“ als Zielbild größtmöglicher sozialer Gerechtigkeit angesichts eines möglichen zivilisatorischen Zusammenbruchs.